# آدیداس تلستار
تلستار (به انگلیسی: Telstar) یک توپ فوتبال ساخت شرکت آدیداس است. طراحی ۳۲ پنلی این توپ، بر اساس کار ایگیل نیلسن، به طراحی استانداردی تبدیل شده‌است که اکنون برای به تصویر کشیدن یک توپ فوتبال در رسانه‌های مختلف مورد استفاده قرار می‌گیرد.

## توپ
این توپ برای اولین بار به‌عنوان «تلستار الاست» برای جام ملت‌های اروپا ۱۹۶۸ معرفی شد. توپی با کمی متفاوت به نام «تلاستار» به‌عنوان توپ رسمی مسابقات جام جهانی فوتبال ۱۹۷۰ در مکزیک مورد استفاده قرار گرفت. مشابه «تلستار دورلاست» یکی از دو توپ رسمی به همراه دورلاست شیلی، از جام جهانی فوتبال ۱۹۷۴ بود که در آلمان غربی برگزار شد. این توپ همچنین در مسابقات جام ملت‌های اروپا ۱۹۷۲ و ۱۹۷۶ مورد استفاده قرار گرفت.
تلستار اولین توپ جام جهانی بود که از ایکوساهدرون که اکنون آشناست برای طراحی خود استفاده کرد که متشکل از ۱۲ پنج ضلعی سیاه و ۲۰ پنل شش ضلعی سفید بود. پیکربندی ۳۲ پنلی در سال ۱۹۶۲ توسط سلکت اسپورت، معرفی شده‌بود، و همچنین در لوگوی رسمی برای جام جهانی ۱۹۷۰ مورد استفاده قرار گرفت. الگوی سیاه و سفید، برای کمک به دید در پخش تلویزیون سیاه و سفید (تلویزیون رنگی هنوز در سراسر جهان در طول این زمان نادر بود)، مورد استفاده قرار گرفت.

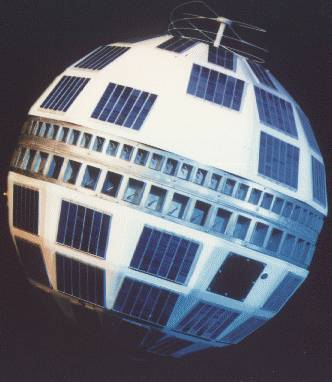
ماهواره تلستار که این توپ پس از آن نام‌گذاری شد

این نام از ماهواره ارتباطات تلستار در سال ۱۹۶۲ آمده‌بود که تقریباً کروی و نقطه چین با پننل‌های خورشیدی بود که تا حدودی از نظر ظاهری شبیه توپ فوتبال بود. تلستار که توسط آزمایشگاه‌های تلفن بل برای ای‌تی‌اند‌تی توسعه یافته‌بود، اولین ماهواره ارتباطات فعال جهان بود و اولین ماهواری‌ای بود که سیگنال‌های زنده تلویزیونی، تماس‌های تلفنی، و تصاویر فکس را از طریق فضا ارسال کرد و عصر ارتباطات فوری در سراسر جهان را از طریق ماهواره افتتاح کرد.
این توپ از چرم ساخته شده‌بود. پوشش پلی‌اورتان «دورلاست» مدل سال ۱۹۷۴، ضد آب و همچنین محافظ در برابر آسیب‌هایی مانند خراشیدن و ترکیدن بود.
تنها ۲۰ تلستار برای جام جهانی فراهم شد؛ تخمین زده می‌شود ۶۰۰،۰۰۰ کپی پس از آن فروخته شد. بعضی از بازی‌های سال ۱۹۷۰ با توپ قهوه‌ای انجام می‌شد. دورلاست شیلی تماماً سفید بود و در طول نیمه‌نهایی ایتالیا و آلمان برای ۲۰ دقیقه اول مورد استفاده قرار گرفت، سپس به دلیل کاهش قیمت با یک توپ ۳۲ پنلی سیاه و سفید جایگزین شد.
نسخه جدیدی از تلستار با نام تلستار ۱۸ توپ رسمی مسابقات برای جام جهانی فوتبال ۲۰۱۸ بود. طراحی آن الگوی کلی تلستار را حفظ کرد، به جز گوشه‌های پنج ضلعی‌ها.